# Myriocladus
Myriocladus Swallen é um género botânico pertencente à família Poaceae.